# Оводда
Оводда (італ. Ovodda, сард. Ovodda) — муніципалітет в Італії, у регіоні Сардинія,  провінція Нуоро.
Оводда розташована на відстані близько 350 км на південний захід від Рима, 100 км на північ від Кальярі, 28 км на південний захід від Нуоро.
Населення — 1637 осіб (2014).
Щорічний фестиваль відбувається 23 квітня. Покровитель — святий мученик Юрій.

## Демографія
Населення за роками:

Станом на 1 січня 2023 року в муніципалітеті офіційно проживало 25 іноземців з 8 країн, серед них 5 громадян країн Євросоюзу та 1 громадянин України.

## Сусідні муніципалітети
- Дезуло
- Фонні
- Гавої
- Оллолаї
- Теті
- Тіана